# Bobo Ungenda
Bodrick Ungenda Muselenge-detto Bobo- (Bandundu, 19 novembre 1989) è un calciatore della Repubblica Democratica del Congo, difensore dell'Primeiro de Agosto e della Nazionale congolese.

## Carriera

### Club
Ha giocato nel campionato congolese e angolano.

### Nazionale
Ha esordito in nazionale nel 2012 e preso parte alla Coppa d'Africa 2019.